# Захаров Георгій Федорович
Заха́ров Гео́ргій Фе́дорович (23 квітня (5 травня) 1897, с. Шилово, нині Саратовська область — 26 січня 1957, Москва)  — радянський воєначальник, генерал армії, командувач фронтами та арміями у роки Другої світової війни. Депутат Верховної ради СРСР 2-го скликання.

## Біографія
Народився в селянській родині. Учасник Першої світової та громадянської воєн. У Червоній Армії з 1918 року. У 1919 році вступив до РКП(б). Закінчив курси удосконалення командного складу «Постріл», Військову Академію РСЧА імені М. В. Фрунзе (1933) та Військову Академію Генерального Штабу (1939).
Із 1939 року — начальник штабу Уральського військового округу.
Після початку німецько-радянської війни із військ округу було сформовано 22-гу армію. Генерал-майор Захаров до серпня 1941 року був начальником штабу цієї армії.
У серпні-жовтні 1941 року — начальник штабу Брянського фронту. Після поранення командувача фронтом генерал-полковника Єрьоменка виконував до 10 листопада 1941 року обов'язки командувача фронтом.
У грудні 1941 — травні 1942 року — заступник командувача військами Західного фронту.
У травні 1942 року — начальник штабу Північно-Кавказького напряму. Із 20 травня по серпень 1942 року — начальник штабу Північно-Кавказького фронту, учасник битви за Кавказ.
Із 9 серпня 1942 року — заступник командувача Південно-Східного (із 28 вересня — Сталінградського) фронту, учасник Сталінградської битви. Із 1 січня 1943 року — заступник командувача військами Південного фронту. У лютому-липні 1943 року — командувач 51-ї армії, із липня 1943 року — командувач 2-ї гвардійської армії. Відзначився при визволенні Криму.
У червні-листопаді 1944 року — командувач 2-го Білоруського фронту. Відзначився при проведенні Білоруської операції. Війська під його командуванням визволили міста Могильов, Чауси, Рудня, Гродно, Білосток, вступили на територію Польщі.
Із листопада 1944 року — командувач 4-ї гвардійської армії, із січня 1945 року — заступник командувача військами 4-го Українського фронту.
З липня 1945 по червень 1946 року — командувач військ Південно-Уральського військового округу. Потім призначений генерал-інспектором стрілецьких військ Головної інспекції Сухопутних військ.
З лютого 1947 до квітня 1950 року — командувач військ Східно-Сибірського військового округу. З квітня 1950 року — начальник курсів «Постріл». З вересня 1954 року — начальник Головного управління бойової підготовки Сухопутних військ СРСР.

## Військові звання
- Майор (17.02.1936)
- Полковник (17.02.1938)
- Комбриг (04.11.1939)
- Генерал-майор (4.06.1940)
- Генерал-лейтенант (20.12.1942)
- Генерал-полковник (16.05.1944)
- Генерал армії (28.07.1944)

## Нагороди
- орден Леніна (21.02.1945)
- чотири ордени Червоного Прапора (14.02.1943, 19.03.1943, 14.02.1944, 3.11.1944)
- два ордени Суворова I ступеня (16.05.1944, 29.07.1944)
- орден Кутузова I ступеня (28.01.1943)
- орден Богдана Хмельницького I ступеня (28.04.1945)
- орден Суворова II ступеня (17.09.1943)
- орден Заслуг Угорської Народної Республіки І ступеня (Угорщина)
- медалі